# Nouilles de riz laoyou

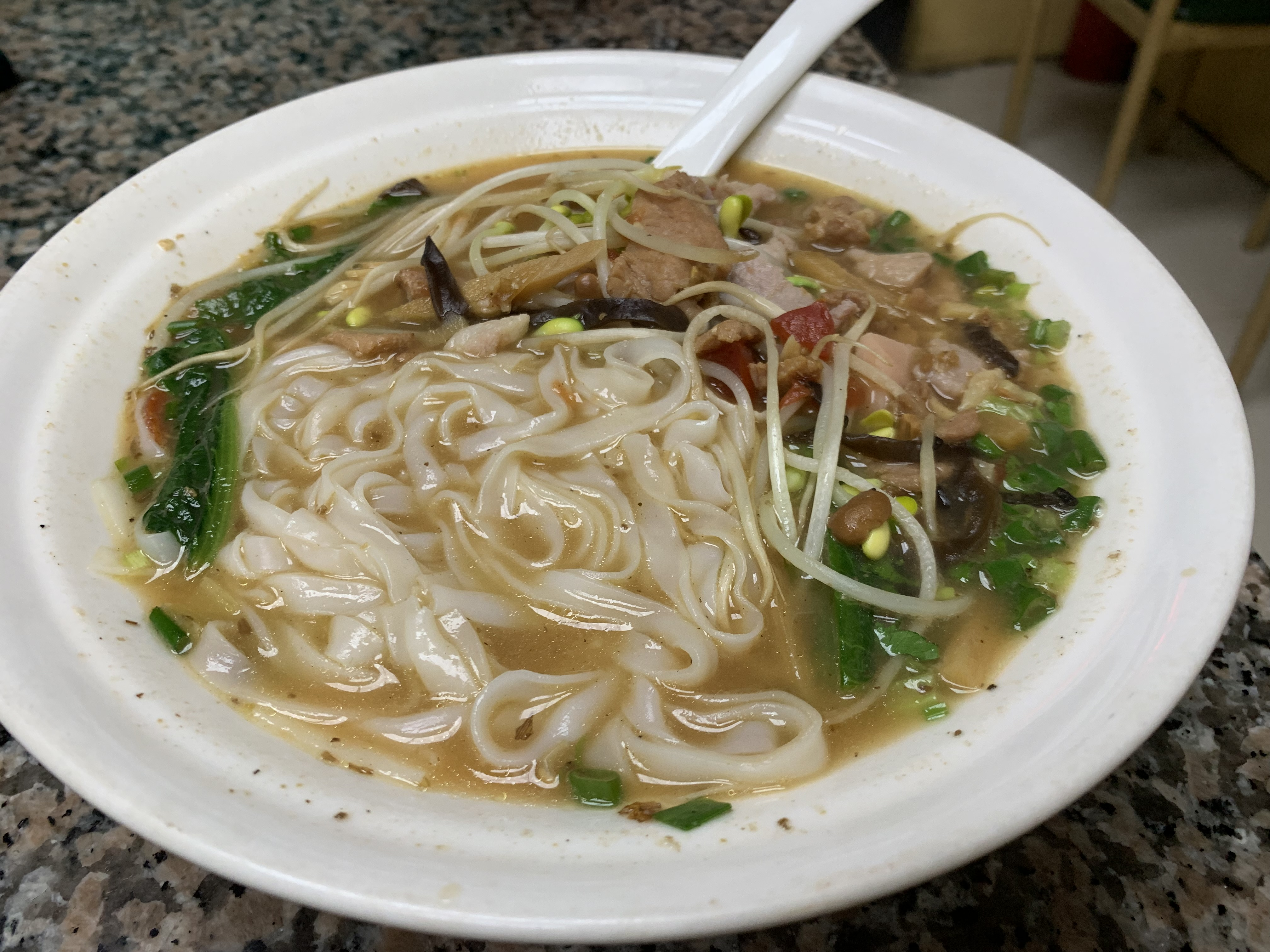

Les nouilles de riz laoyou (老友粉 ; lǎo yǒu fěn) sont un mets chinois originaire de la ville de Nanning.

## Description
Signifiant « nouilles de la vieille amitié », les nouilles laoyou sont cuisinées avec de la farine délayée dans de l'eau et appartiennent à la catégorie des nouilles de riz. Elles sont servies avec des poivrons parfois sautés, des pousses de bambou, des haricots noirs, de l'ail, du porc et de la soupe,.